# Armășeni, Harghita
Armășeni (în maghiară Csíkménaság) este un sat în comuna Ciucsângeorgiu din județul Harghita, Transilvania, România. Se află în partea de sud-est a județului, în Munții Ciucului.

## Lăcașuri de cult
Biserica romano-catolică din Armășeni (sec. XVI) este un edificiu de stil gotic târziu, cu intervenții din sec. XVII. Bolta corului, cu nervuri în rețea, este decorată cu picturi murale: figuri de profeți, apostoli și sfinți (1655). Altarul poliptic închinat Mariei (1543), opera unui atelier secuiesc, este reprezentativ pentru Renașterea din Transilvania (în colecția Muzeului de Artă din Budapesta). Biserica este înconjurată de un zid defensiv.